# 1090
1090 (MXC) fue un año común comenzado en martes del calendario juliano.

## Acontecimientos
- En España entran por tercera vez los almorávides con la decisión de destronar a los príncipes andaluces. Al-Mutamid, cargado de cadenas parte desde la ciudad de Sevilla hacia Agmat, en el Atlas africano, hasta su muerte.

## Nacimientos
- Bernardo de Claraval, religioso y santo católico.
- Robert de Gloucester, hijo bastardo de Enrique I de Inglaterra.
- Gastón de Bearn, señor de Zaragoza.

## Fallecimientos
- 26 de junio: Jaromír de Praga, sacerdote católico húngaro (n. 1035); obispo de Praga desde 1068, cuando fue nombrado por su hermano, Bratislao II de Bohemia; ambos eran hijos del duque Bretislao I de Bohemia.
- García de Galicia, rey gallego.
- Miguel VII Ducas, emperador bizantino entre 1072 y 1078.
- Bertoldo I, aristócrata («duque de Suabia») alemán.